# Ludwig (film)
Ludwig è un film del 1973 diretto da Luchino Visconti, basato sulla vita di Ludovico II di Baviera ed interpretato da Helmut Berger, Romy Schneider, Trevor Howard e Silvana Mangano.

## Trama
Nel 1864 il giovane Ludwig von Wittelsbach viene incoronato re di Baviera all'età di 18 anni. Il suo primo atto ufficiale è la promozione del compositore Richard Wagner, molto ammirato dall'idealista Ludwig. Wagner viene portato a Monaco di Baviera e dotato generosamente di mezzi finanziari per continuare a comporre e mettere in scena la sua opera Tristano e Isotta. Nel Gabinetto dei Ministri così come tra il popolo, le donazioni di denaro di Ludwig causano incomprensioni e rabbia contro Wagner e il suo stile di vita. Ludwig non si accorge che Wagner ha una relazione con Cosima von Bülow, la moglie del direttore d'orchestra prediletto da Wagner, Hans von Bülow. Quando Ludwig scopre la verità dai suoi consiglieri, si sente tradito e chiede a Wagner di lasciare Monaco. Sebbene Ludwig abbia continuato a sostenere Wagner con molti soldi anche dopo il suo matrimonio con Cosima, l'ammirazione del re per l'uomo Wagner si raffredda.
Ludwig ha un'entusiastica ammirazione per sua cugina Elisabetta, moglie dell'imperatore d'Austria, arrivando a considerarla come la sua anima gemella. A una riunione della nobiltà a Bad Ischl, escono insieme di notte e, complice l'atmosfera romantica del luogo, c'è il primo bacio tra di loro. Il sovrano sente presto il suo orgoglio ferito dal comportamento altezzoso dell'imperatrice, che gli consiglia di sposare sua sorella Sophie, ma Ludwig in gran parte la tratta con disinteresse. Deluso sia da Wagner che da Elisabeth, si ritira sempre più in se stesso abbandonandosi a sogni impossibili. Nel 1866, durante la Guerra austro-prussiana, il governo bavarese si schiera dalla parte dell'Austria contro i prussiani, andando contro la sua volontà di rimanere neutrale. Tra l'incomprensione di molti, il re ignora lo svolgimento della guerra, rifugiato nella sua tenuta di campagna, e quando arriva la notizia della sconfitta, il suo confidente conte Dürckheim gli consiglia di sposarsi per uscire dalla solitudine.
Poco dopo che Ludwig si rende conto di essere omosessuale, nel 1867, annuncia spontaneamente di essersi fidanzato con la principessa Sophie, compiacendo la Regina Madre. Lila von Buliowski, un'attrice con la quale dovrebbe avere le sue prime esperienze sessuali, viene da lui rifiutata con rabbia perché gli è stata mandata dai familiari e dai consiglieri. Ludwig dubita di poter rendere felice Sophie e il suo desiderio di sposarsi si raffredda presto. Rimanda il matrimonio per mesi, col disappunto di padre Hoffmann, e alla fine rompe il fidanzamento. Con Richard Hornig, il suo servitore, il re persegue le sue inclinazioni omosessuali, anche se presto giunge a sentirsi in colpa per questo poiché cattolico. Nel 1871 la Baviera stringe un'alleanza con la Prussia ed entra a far parte del neonato Impero tedesco. Ludwig subisce la grande influenza dei suoi confidenti e può solo prendere atto della perdita della sua sovranità. Nel frattempo, le condizioni mentali del fratello minore, Otto, caduto in depressione da quando prestava servizio nella guerra persa del 1866, si deteriorano. Otto impazzisce e deve essere portato in una clinica psichiatrica, cosa che lascia scioccato Ludwig, mentre la Regina Madre si rifugia nella devozione e nella preghiera.
L'attenzione del sovrano si concentra ora sulla costruzione dei castelli di Neuschwanstein, Linderhof e Herrenchiemsee. La loro costruzione, però, divora ingenti somme di denaro e il Gabinetto dei Ministri si scaglia sempre più apertamente contro Ludwig. Il re stesso si allontana sempre più da ciò che lo circonda, non adempie più ai suoi doveri di rappresentanza e si ritira nella solitudine dei suoi castelli. Nel 1881 intraprende un viaggio in Svizzera con l'attore Josef Kainz, che ammirava. La breve relazione tra Kainz e il re finisce in una lite. Ludwig si perde sempre di più nei suoi sogni e ha eccessi sessuali coi suoi servi di notte. Quando l'imperatrice Elisabetta ispeziona i magnifici castelli di suo cugino e vuole vederlo di nuovo dopo molto tempo, su istruzioni del sovrano, i servi la mettono alla porta.
Nel 1886, Ludwig viene dichiarato pazzo da una commissione governativa, e i suoi componenti si recano al castello di Neuschwanstein per comunicargli la decisione. Il re fa quindi arrestare la commissione governativa dai suoi servi per un breve periodo, ma è troppo remoto e stanco della vita per combattere ancora contro l'accusa di malattia mentale. Ludwig viene deposto e suo zio, il Principe Luitpold, assume gli affari del governo. Il capo psichiatra, professor Bernhard von Gudden, accompagna il deposto Ludwig al Castello di Berg nei pressi del Lago di Starnberg. Due giorni dopo, Ludwig e il professor von Gudden lasciano il palazzo per una passeggiata nei giardini del palazzo, nonostante stia cadendo una pioggia torrenziale, contraddicendo i voleri dei medici che lo hanno in cura. Dopo ore di ricerche nel parco, i corpi dei due uomini, deceduti per affogamento, vengono ritrovati nel lago.

## Sfondo
Il film di Visconti aderisce il più possibile ai fatti storici, ma punta principalmente sulla vita privata di Ludwig, coi suoi interessi e le peculiarità, più che sugli eventi storici. Una prima versione della sceneggiatura prevedeva che alla fine del film, nella scena della ricerca sul lago dei due dispersi, un servo ritrovasse gli abiti del defunto Ludwig e, notando un buco, pronunciasse le parole "Un proiettile ha ucciso il re". La fine del film lascia aperta e irrisolta la questione se Ludwig sia morto suicida oppure per omicidio. La trama del film è interrotta più volte da scene in cui gli attori guardano direttamente in camera davanti a uno sfondo blu e parlano del re Ludwig e del suo comportamento eccentrico come testimoni davanti a un giudice.
Insieme a La caduta degli dei (1969) e Morte a Venezia (1971), il film fa parte di una serie di film che viene spesso definita la "Trilogia tedesca di Visconti ". Visconti rimase affascinato dalla storia di Ludwig II, re solitario ed esteta, vedendolo come «l'ultimo sovrano assolutista che ha preferito governare con l'arte piuttosto che con la politica».

## Produzione
I costi di produzione del film vennero stimati in circa 12 milioni di marchi tedeschi. Le riprese in interni furono girate negli studi cinematografici di Cinecittà, le riprese in esterni nei luoghi originali dove si svolsero le vicende storiche, compresi i castelli di Neuschwanstein, Hohenschwangau, Linderhof, Herrenchiemsee, Nymphenburg, il Teatro di Cuvilliés, la Kaiservilla a Bad Ischl, il Lago di Starnberg e l'isolotto della Roseinsel. Lì, i pionieri della Bundeswehr costruirono per la troupe cinematografica un ponte di barche sul lago come "esercizio di manovra". Il Castello di Possenhofen, che si trova nelle vicinanze del lago di Starnberg, è servito come sfondo sostitutivo al posto del Castello di Berg, poiché i familiari dei Wittelsbach rifiutarono il rilascio del permesso di filmare nei suoi interni. Per il piroscafo Tristan , acquisito da Massimiliano II e comunemente utilizzato da Ludwig II, venne riprogettata la nave passeggeri Leoni, varata nel 1926.
La carriera di Romy Schneider ebbe la sua svolta con La principessa Sissi e la serie di film successivi negli anni '50, in cui ha interpretato una versione più romantica dell'Imperatrice. In seguito si è allontanata da questa immagine attraverso film d'arte europei e ruoli più seri. Pertanto, la Schneider era inizialmente scettica quando le fu offerto di nuovo il ruolo di imperatrice austriaca, questa volta attraverso il suo caro amico Visconti. Prima di accettare, si assicurò che Sissi in questo film non fosse romanticizzata, ma piuttosto disillusa e talvolta cinica, poiché la vera imperatrice Elisabetta è stata descritta in questo modo anche dai suoi contemporanei e dagli storici.
Le riprese del film iniziarono alla fine di gennaio del 1972 e durarono oltre sei mesi. Durante le ultime fasi della lavorazione, il 27 luglio 1972, Visconti subì un ictus, dopo di che fu gravemente indebolito tanto da seguire con difficoltà le ultime riprese e il montaggio successivo, svolto a Cinecittà. Nel documentario inglese The Life and Times of Count Luchino Visconti (2003), lo sceneggiatore Enrico Medioli afferma che fu a causa del passaggio dal freddo dei paesi austriaci in cui il film venne girato al caldo torrido delle sale di Cinecittà e quindi per il brusco cambiamento climatico che il regista si ammalò fatalmente.
Il doppiaggio italiano venne curato dalla Cine Video Doppiatori negli studi della International Recording.

## Colonna sonora
La colonna sonora del film è composta da estratti di opere di Richard Wagner Lohengrin, Tristano e Isotta e Tannhäuser e dei brani per pianoforte denominati Scene infantili di Robert Schumann.

## Versioni cinematografiche e censura
La prima mondiale ebbe luogo il 18 gennaio 1973 in una prima di gala al cinema Metropol di Bonn, dove il film fu proiettato per la prima volta col titolo Ludwig II in una versione di tre ore. I produttori non consentirono la distribuzione della versione di quattro ore originariamente voluta dal regista, che doveva essere interrotta nelle sale cinematografiche da una breve pausa. A causa della sua debolezza dopo il suo ictus e del fatto che i produttori si erano impegnati a lungo termine in quel progetto, Visconti alla fine accettò con riluttanza. Il critico cinematografico Wolfram Schütte scrisse nel 1975 in riferimento alla versione abbreviata di tre ore: «Chi in Germania Ovest voleva vedere il film, in realtà non l'ha proprio visto». In questa versione si comincerebbe solo a riconoscere la maestria del regista e la sottile metafora del film senza comprenderla pienamente. La versione di quattro ore, invece, sarebbe un nuovo film diverso.
Dopo la sua prima a Bonn ci furono violente proteste dalla Baviera. I Bavaresi pensavano di aver scoperto nel film "passaggi perversi" e "degradazioni", così anche politici del CSU come Franz Josef Strauß (che era presente alla prima di gala) criticarono il film. La società responsabile della distribuzione in Germania Ovest, la "Gloria-Filmverleih" di Monaco di Baviera, rimosse altri 55 minuti dalla versione di 3 ore e pubblicò una versione cinematografica censurata di due ore e cinque minuti per la Repubblica Federale in cui l'omosessualità di Ludwig era appena accennata. Le scene con Marc Porel nei panni dell'amante di Ludwig, Richard Hornig, furono ridotte alla funzione di Richard come servo di Ludwig. Le scene della Hundinghütte mancavano e la stretta affinità tra Ludwig ed Elisabeth e le discussioni estetiche tra Ludwig e Wagner non venivano più mostrate. La Frankfurter Rundschau qualificò quei tagli come "la peggiore barbarie cinematografica" e il regista Hans-Jürgen Syberberg si chiese: «Di chi è questo Ludwig II?». Successivamente, Visconti intraprese un'azione legale contro i tagli arbitrari operati dal distributore tedesco, ma non poté impedire che il film uscisse nelle sale tedesche in quella versione mutilata.
In Italia il film, nella versione abbreviata a 5.050 metri, ottenne il visto di censura n. 62.029 del 6 marzo del 1973 col divieto ai minori di 14 anni per le situazioni particolarmente scabrose raffigurate. Sette anni più tardi, col ripristino della versione integrale di 6.555 metri, il film ebbe il visto n. 75.842 del 18 novembre del 1980, e venne dichiarato visibile per tutti.
In Francia il film venne distribuito dalla Ohonte Films con il titolo Ludwig... ou le crepuscule des dieux. In Spagna ebbe il titolo Luis II de Baviera, e negli Stati Uniti come Ludwig.

## Ritrovamento e restauro
Nel 1978, la sceneggiatrice Suso Cecchi D'Amico e il responsabile del montaggio, Ruggero Mastroianni, attraverso la costituzione di una società e col contributo della Rai, acquistarono il negativo originale del film venduto all'asta e intrapresero un complesso lavoro di ripristino, durato tre anni, della versione originale di 237 minuti voluta da Visconti, presentata nella serata di chiusura della 37ª Mostra internazionale d'arte cinematografica di Venezia l'8 settembre del 1980, nelle sale cinematografiche nel novembre di quell'anno e in seguito alla televisione, in prima assoluta su Rai 3, il 6 marzo 1987. In Germania la versione ricostruita venne trasmessa in due parti nel 1993 dalla ZDF (e nel 2008 anche da arte) ridoppiata in tedesco con le voci di altri attori per sostituire quelle degli interpreti che, nel frattempo, erano deceduti o non disponibili.
Pubblicata dapprima in videocassetta, la versione integrale del film venne editata in DVD nel 2000 dapprima dalla Medusa con copertina cartonata, e poi dalla Mustang Entertainment, in un'edizione a due dischi.

## Riconoscimenti
- 1974 - Premio Oscar
  - Nomination Migliori costumi a Piero Tosi
- 1973 - David di Donatello
  - Miglior film
  - Miglior regista a Luchino Visconti
  - David speciale a Helmut Berger
- 1974 - Nastro d'argento
  - Migliore fotografia a Armando Nannuzzi
  - Migliore scenografia a Mario Chiari
  - Migliori costumi a Piero Tosi
  - Nomination Regista del miglior film a Luchino Visconti
  - Nomination Miglior produttore a Ugo Santalucia
  - Nomination Migliore sceneggiatura a Suso Cecchi D'Amico, Enrico Medioli e Luchino Visconti
  - Nomination Migliore attrice non protagonista a Silvana Mangano
- 1973 - Seminci
  - Espiga de oro a Luchino Visconti